# 天神社 (所沢市)
天神社（てんじんしゃ）は、埼玉県所沢市の神社。

## 歴史
創建年代は不明である。口伝によれば、本来の祭神は水神であったが、いつしか菅原道真が合祀され、その後に水神を祀っていたことが忘れ去られ、社名も「天神社」と呼ばれるようになったという。そのことから、当地を開拓した際に創建されたものと推測される。
「大学院」が別当寺であった。大学院は修験道本山派の寺院であったが、明治初期の神仏分離により、廃寺に追い込まれ、大学院の僧侶は還俗して当社の神職となった。
1872年（明治5年）、近代社格制度に基づく「村社」に列せられ、1907年（明治40年）の神社合祀により、周辺の4社が合祀された。

## 交通アクセス
- 路線バス坂の下停留所より徒歩4分。